# Alex Suhr
Alex William Christian Suhr (7. oktober 1898 i København – 29. maj 1964 i Glostrup) var en dansk skuespiller.
Suhr blev uddannet lærer i 1919 og blev elev ved Det Ny Teater i 1921. Han var efterfølgende skuespiller ved teatret frem til 1928.
Han var også leder af Riddersalen 1928. Siden freelance og tilknyttet Danmarks Radio fra 1924.
Han nåede også at indspille en række film. Han var også uddannet kørelærer.

## Udvalgt filmografi
- I kantonnement – 1932
- Han, hun og Hamlet – 1932
- Med fuld musik – 1932
- Københavnere – 1933
- Ud i den kolde sne – 1934
- Kidnapped – 1935
- Min kone er husar – 1935
- Frøken Møllers jubilæum – 1937
- Inkognito – 1937
- Sommerglæder – 1940
- En mand af betydning – 1941
- Tak fordi du kom, Nick – 1941
- Kriminalassistent Bloch – 1943
- En ny dag gryer – 1945
- Sikken en nat – 1947
- Calle og Palle – 1948
- Den stjålne minister – 1949
- Lejlighed til leje – 1949
- Lynfotografen – 1950
- Mariannes bryllup – 1958
- Lyssky transport gennem Danmark – 1958
- Frihedens pris – 1960
- Gøngehøvdingen – 1961
- Reptilicus – 1961
- Sorte Shara – 1961
- Støv på hjernen – 1961
- Dronningens vagtmester – 1963
- Vi har det jo dejligt – 1963